# Arran-Elderslie
Arran–Elderslie è una municipalità del Canada, situato nella provincia dell'Ontario, nella contea di Bruce.
La township è composta dalle seguenti località: Allenford, Arkwright, Arranvale, Burgoyne, Chesley, Dobbinton, Dreamland, Dunblane, Ellengowan, Elsinore, Gillies Hill, Invermay, Kelly's Corners, Lockerby, Mount Hope, Paisley, Salem, Salisbury, Tara, Vesta e Williscroft.